# Langweid (Bidingen)
Langweid ist ein Ortsteil der Gemeinde Bidingen im schwäbischen Landkreis Ostallgäu. Die Einöde liegt circa eineinhalb Kilometer südlich von Bidingen und ist über die Kreisstraße OAL 8 zu erreichen.

## Baudenkmäler
Siehe auch: Liste der Baudenkmäler in Langweid
- Kapelle St. Petrus und Katharina